# Varacosa shenandoa
Varacosa shenandoa är en spindelart som först beskrevs av Chamberlin och Ivie 1942.  Varacosa shenandoa ingår i släktet Varacosa och familjen vargspindlar. Inga underarter finns listade i Catalogue of Life.